# Giuseppe Devers
 (septembre 2024).
Si vous disposez d'ouvrages ou d'articles de référence ou si vous connaissez des sites web de qualité traitant du thème abordé ici, merci de compléter l'article en donnant les références utiles à sa vérifiabilité et en les liant à la section « Notes et références ».
Giuseppe Devers (Turin, 7 août 1823 - 6 avril 1882), est un peintre, sculpteur et céramiste italien.

## Biographie
Joseph Devers est le fils d'Antoine Devers et de Joséphine Langagera.
Après une formation classique dans le domaine du dessin et de la sculpture, il s'installe près de Paris, à Montrouge, après la Révolution de 1848. 
Élève de François Rude, de Pierre-Jules Jollivet, d'Ary Scheffer et de François Édouard Picot, il expose au Salon de 1849 à 1870. Il intègre par la suite l'atelier Gleyre.
Il obtient une médaille de 3e classe en 1849 et en 1855.
Il se perfectionne alors dans l'art de la céramique. Le Victoria and Albert Museum de Londres conserve quelques-unes de ses céramiques.
Au Salon de 1853, l'Empereur lui reconnait du talent.
Il épouse Marie Émilie Berchère en 1854 ; Adrien Théodore Benoît-Champy, André Marie Constant Duméril et Charles Cordier sont témoins du mariage.